# Ambiorix

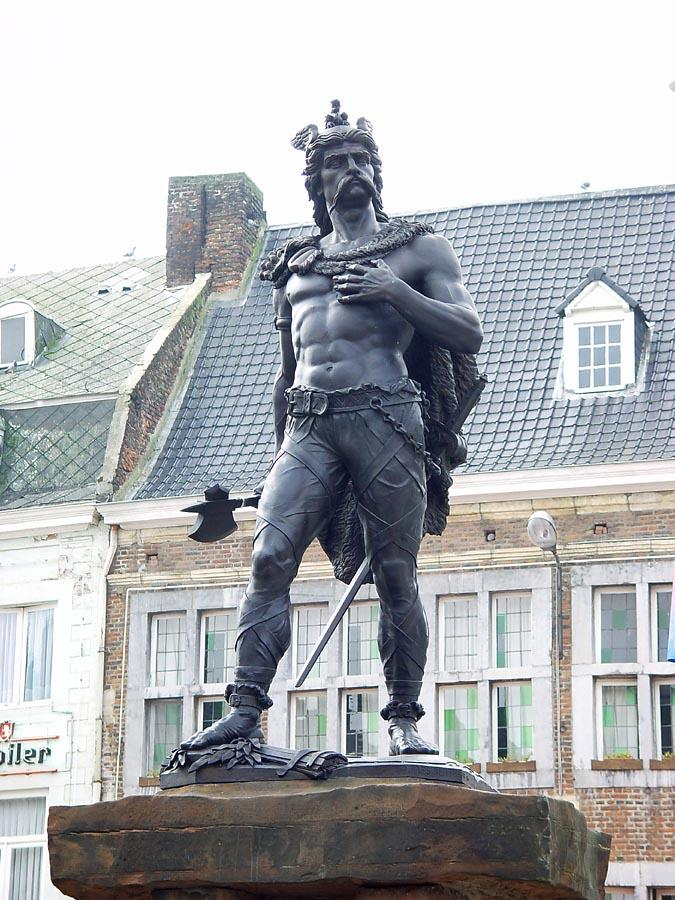
Ambiorixdenkmal in Tongern

Ambiorix war ein Doppelkönig des keltischen Stammes der Eburonen. Zusammen mit Catuvolcus regierte er in der Zeit um 54/53 v. Chr. Unter seiner Führung lehnten sich die Eburonen im November 54 v. Chr. gegen die römische Besatzungsmacht auf. Bei Atuatuca wurden dabei eineinhalb Legionen vernichtet. Im Herbst 53 v. Chr. und erneut im Jahr 51 v. Chr. plünderten, verwüsteten und entvölkerten römische Kriegstruppen unter Gaius Iulius Caesar das Siedlungsgebiet der Eburonen zwischen Rhein und Maas.

## Der Aufstand der Eburonen gegen die römische Fremdherrschaft
Berühmt wurde Ambiorix durch seinen Sieg über Gaius Iulius Caesar, der die verheerendste Niederlage der Römer während des gesamten Gallischen Kriegs darstellte. Im Herbst 54 v. Chr. legte Cäsar eineinhalb Legionen, das sind fünfzehn Kohorten, unter dem Kommando der Legaten Quintus Titurius Sabinus und Lucius Aurunculeius Cotta in ihr Winterlager bei Atuatuca, fast mittig entlang der Eburonengrenze (hoc fere est in mediis Eburonum finibus). Obwohl sich Ambiorix und Catuvolcus an der Grenze ihres Gebietes Quintus Titurius Sabinus und Lucius Aurunculeius Cotta zur Verfügung gestellt und Getreide ins Winterlager geliefert hatten, begann nach 15 Tagen ein Aufstand.
Die bildliche Darstellung einer eburonischen Münze soll durch Anlehnung an Münzmotive der rechtsrheinischen Ubier gezielt zur Vorbereitung des Ambiorix-Aufstands gedient haben.

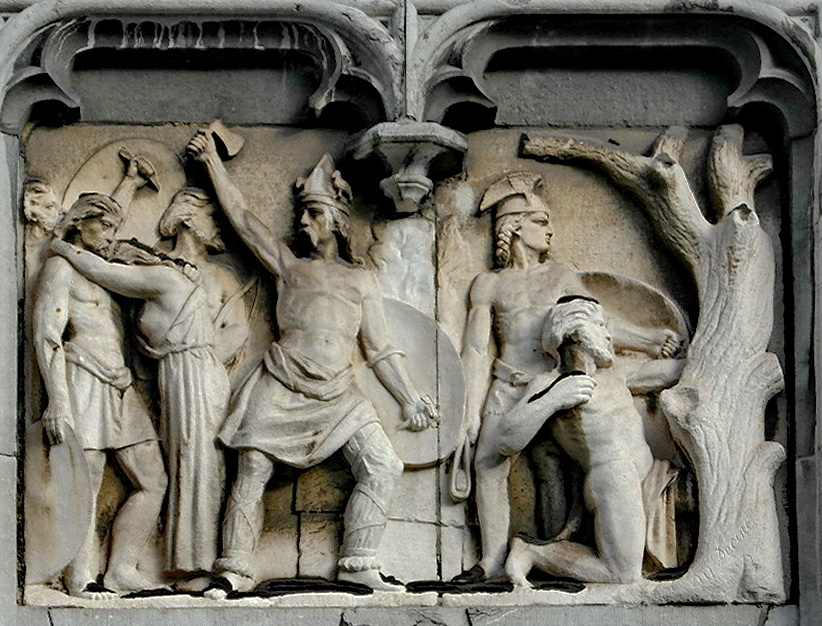
Der Ambiorix-Aufstand auf dem Palais Provincial in Lüttich

Caesar skizziert seinen Feind Ambiorix im 5. Buch des Gallischen Krieges als einen listigen und skrupellosen Anführer. Dabei legt er dem eburonischen König einen langen Text indirekter Rede in den Mund, aus dem sich einige biographische Details aus seinem Leben ergeben. Danach hatte Ambiorix einen Sohn, der beim benachbarten Stamm der Atuatuker als Geisel gehalten, von Caesar befreit und zum Vater zurückgeschickt worden war. Offenbar stand Ambiorix in gutem Kontakt mit Caesar, ein Bote verkehrte regelmäßig zwischen ihnen.
Ambiorix’ Sieg über die römischen Legionen in Atuatuca beruhte auf einer List. Durch Vorspiegelung falscher Tatsachen veranlasste er den Truppen des Legaten Quintus Titurius Sabinus, des Kommandanten des römischen Winterlagers, das in Atuatuca eingerichtet worden war, zum Rückzug, indem er ihnen sicheren Abzug garantierte. Die Streitkräfte des Ambiorix griffen den langgestreckten und schwer zu verteidigenden Tross der Römer an, als er sich in ungünstiger Lage in einem Talkessel befand. Ein Großteil der Legionäre kam um. Caesar schildert Ambiorix als hervorragenden Taktiker und Feldherrn, der die Lage schnell erkennt und angemessen reagiert. Ambiorix hatte angeordnet zurückzuweichen, wenn die Römer angriffen und ihnen nachzusetzen, wenn sie sich zurückzogen.
Nach diesem Sieg suchte Ambiorix sofort die benachbarten Stämme auf, um sie ebenfalls zum Aufstand zu bewegen. Sowohl die Atuatuker als auch die Nervier scheinen sich Ambiorix angeschlossen zu haben. Auch die Treverer waren unter ihrem Fürsten Indutiomarus an dem Aufstand beteiligt. Am Winterende Anfang 53 v. Chr. wurde Ambiorix mit seinen Eburonen in einen Bündnisvertrag mit Treverern, Nerviern, Atuatucern, Menapier, Senonen, Carnuten und den diesseitigen Germanen einbezogen. Diese Aufstandbewegung brach aber schnell in sich zusammen. Durch Caesars Eingreifen wurde die Aufstandbewegung niedergeschlagen.

## Caesars Kriegszüge gegen die Eburonen
Im Herbst 53 v. Chr. griff Caesar in einem Kriegszug die Eburonen unter ihrem König Ambiorix an, um sich für die Niederlage von Atuatuca zu rächen. Ambiorix konnte offenbar nur mit knapper Not einem römischen Kommandounternehmen entkommen. Er war zu diesem Zeitpunkt nicht mehr im Stande, eigene Truppen zusammenzuziehen, und musste den Römern das Land seines Stammes preisgeben. Die Römer plünderten und verwüsteten das Stammesgebiet der Eburonen. Sein Mitkönig Catuvolcus nahm sich daraufhin das Leben. 
Der römische Schriftsteller Iulius Caesar behauptete, Catuvolcus habe nicht die in sein Land eingefallenen plündernden und brandschatzenden und mordenden Römer, sondern vielmehr seinen Feind Ambiorix als Schuldigen des Unheils betrachtet und Ambiorix als Anstifter des gescheiterten Aufstandes verflucht. Möglicherweise war die öffentliche Verfluchung des Ambiorix durch Catavolcus für diesen die einzige Möglichkeit, wenigstens für einige wenige der Seinen, Gnade bei den Römern zu erwirken. 
Auch bei seinem zweiten Kriegszug im Jahre 51 v. Chr. konnte Caesar des Ambiorix nicht habhaft werden. Die römischen Streitkräfte unter Caesar plünderten und verwüsteten noch einmal das eburonische Stammesgebiet. Danach verliert sich Ambiorix' Spur im Dunkel der Geschichte. Nach Florus soll er sich vor seinen Verfolgern bei den rechtsrheinischen Germanen in Sicherheit gebracht haben. Später finden wir die Eburonen in der nach ihnen benannten Region Toxandrien in Noord-Brabant, in der belgisch-niederländischen Grenzregion. Sowohl der Name Eburonen als auch der Name Toxandrien beziehen sich auf die giftige Eibe (Taxus), die hier massenhaft wuchs.

## Nachwirken

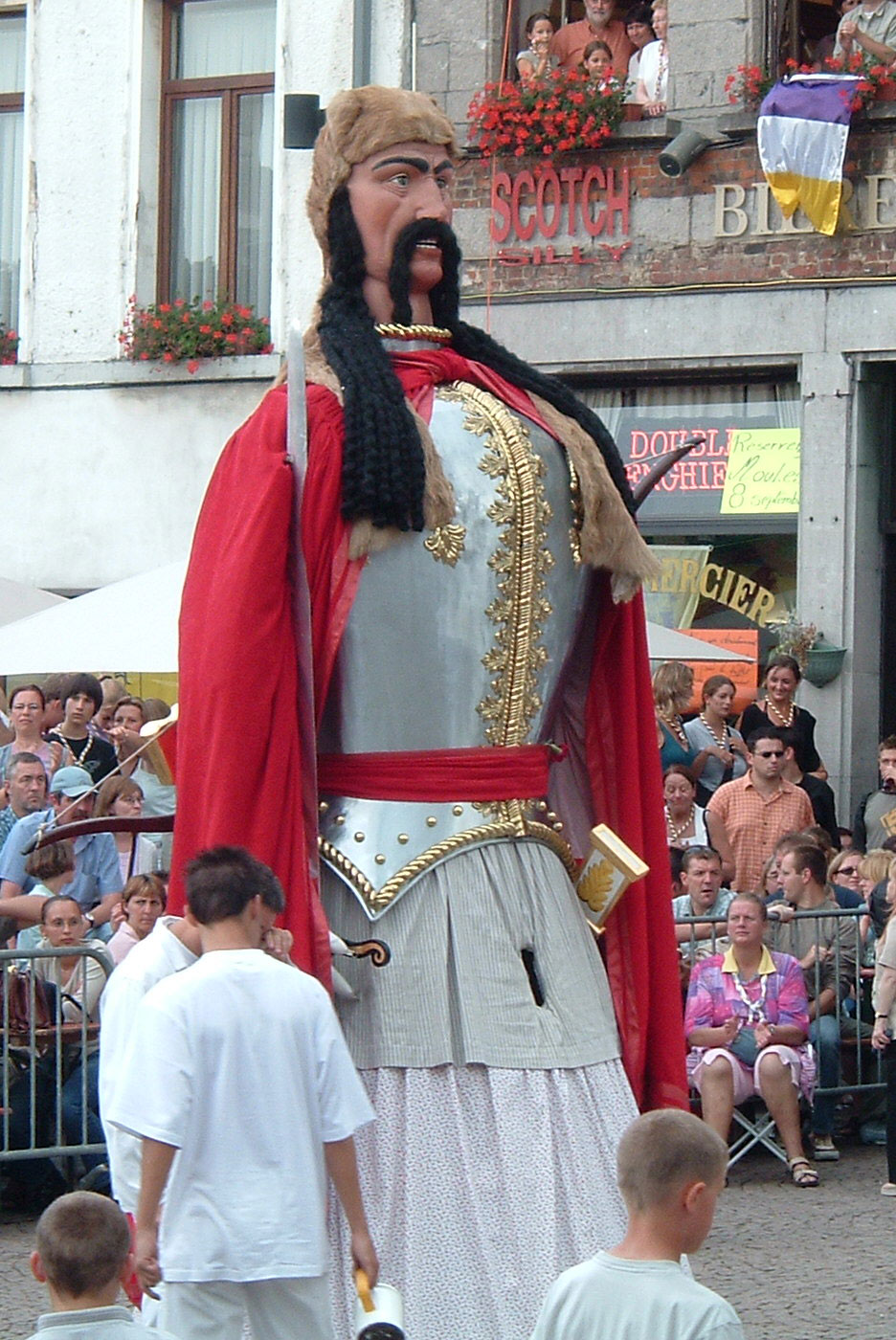
Die Riesenfigur des Ambiorix in der Ducasse d’Ath

Ambiorix Nachwirken ist bis heute groß. Er gilt als Freiheitsheld der Gallier in ihrem Kampf gegen Caesar. Besonders das belgische Tongern sieht sich in enger Verbindung zu dem keltischen König. Dort wurde auch das Ambiorix-Denkmal errichtet. Ambiorix wird neben Vercingetorix und Ariovist als einer der schwersten Gegner Caesars bezeichnet. Mit Ambiorix in Verbindung gebracht wird ein im Jahr 2000 gefundener Münzschatz von 102 keltischen Goldmünzen aus den Jahren 54/53 v. Chr., der im Gallo-Römischen Museum von Tongern ausgestellt wird. Ambiorix ist auch eine der Riesenfiguren der Ducasse d’Ath.

## Antike Quellen
- Gaius Iulius Caesar: Commentarium libri VII de bello Gallico, Buch 5, 24–37; 6, 32–40 [Hauptquelle]
- Livius: Ab Urbe Condita liber CVI (Periocha)
- Cassius Dio: Römische Geschichte, Buch 40, 5, 6, 7
- Florus: Epitoma de Tito Livio bellorum omnium annorum, VII Bellum Gallicum, XLV